# Javier Baena
Javier Adrián Baena (* 5. April 1968 in Buenos Aires) ist ein ehemaliger argentinischer Fußballspieler und -trainer. Der Abwehrspieler wurde 1993 chilenischer Meister.

## Karriere

### Spieler
Javier Baena begann seine Profikarriere 1988 bei CA Platense und wechselte 1993 zu CSD Colo-Colo nach Chile. Dort wurde er 1993 Meister und spielte in der Folgesaison in der Copa Libertadores. Er gewann mit den Albos 1994 die Copa Chile, kehrte aber nach Argentinien zurück und lief bis zu seinem Karriereende 2002 für weitere Klubs auf.

### Trainer
Baena ist hauptsächlich in der Jugend von CA Platense tätig, übernahm das Profiteam aber bereits zwei Mal. Im Januar wurde er Co-Trainer von Claudio Spontón.

## Erfolge
CSD Colo-Colo
- Chilenischer Meister: 1993
- Chilenischer Pokalsieger: 1994